# Mireille (film)
Pour les articles homonymes, voir Mireille.
Pour plus de détails, voir Fiche technique et Distribution.
Mireille est un film français réalisé par René Gaveau et Ernest Servaes, sorti en 1933.

## Synopsis
Il s'agit d'une adaptation de la pièce Mirèio de Frédéric Mistral et de l'opéra de Charles Gounod.

## Fiche technique
- Réalisation : René Gaveau, Ernest Servaes, supervisé par Firmin Gémier
- Scénario : Ernest Servaes
- Photographie : Georges Asselin[2]
- Son : Marcel Petiot
- Musique : Charles Gounod
- Société de production :  Société Chantereine d'Etudes Cinégraphiques
- Production : Camille Saint-Jacques et Félix Méric
- Pays de production :  France
- Format : Noir et blanc - Son mono
- Genre : Comédie dramatique
- Durée : 77 minutes
- Date de sortie : 
  - France : 9 février 1933

## Distribution
- Mireille Lurié : Mireille
- Jean Brunil : Vincent
- Clariot : Jeanne-Marie
- Joë Hamman : Ourrias
- Blanchet Le Sauvage : Ambroise
- Madame Luigi : Taven
- Marcel Boudouresque : Ramon
- Paul-Henri Vergnes
- André Girard